# Reichsflotte
La Reichsflotte (Flota Imperial) fue la primera marina para toda Alemania, fundada por el revolucionario Imperio alemán para proporcionar una fuerza naval en la Primera Guerra de Schleswig contra Dinamarca. La decisión de su creación fue tomada el 14 de junio de 1848 por la Asamblea de Fráncfort, que es considerado por la moderna Armada alemana como el día de su nacimiento.
En diciembre de 1849 el gobierno imperial fue remplazado por una comisión federal. En 1851 la Confederación Germánica fue plenamente restablecida. Los Estados alemanes como Prusia, Hanóver y Austria mantuvieron una disputa en relación con los barcos y los costes de sostener una flota. En 1852 la Confederación decidió disolver la flota y los navíos fueron vendidos.

## Historia
La Confederación Alemana, fundada en 1815, en un principio no tuvo necesidad de una marina, ya que podía confiar en tres de sus miembros quienes comandaban grandes flotas: el Gran Duque de Luxemburgo (el rey de los Países Bajos) como comandante de la Marina Real Holandesa, el Duque de Holstein como comandante de la Marina Danesa, y por último pero no menos importante, el rey de Hanóver como comandante de la Royal Navy británica. Esto fue modificado a finales de la década de 1830, ya que los reyes de los Países Bajos y Gran Bretaña cesaron como miembros de la Confederación Germánica, y a principios de 1848 Dinamarca también se revolvió contra Alemania en la Primera Guerra de Schleswig. Pronto, la Marina danesa detuvo todo el comercio alemán en el mar del Norte y el mar Báltico.
El recién creado gobierno provisional fue encabezado por el Archiduque Juan de Austria como regente (Reichsverweser), i.e., como jefe de Estado temporal, y nombró a August von Jochmus como Ministro de Exteriores y Ministro de la Marina.
El parlamento se reunió por primera vez en Fráncfort el 18 de mayo de 1848, y el 12 de junio de 1848 la dieta de la Confederación Germánica entregó su presupuesto al parlamento. Solo dos días más tarde, la asamblea decidió gastar seis millones de Reichsthaler en una marina para ser comandada por el Príncipe Adalberto de Prusia. Cuando este tuvo que dimitir debido a una orden del rey de Prusia, el Contralmirante (Konteradmiral) Karl Rudolf Brommy tomó el control.

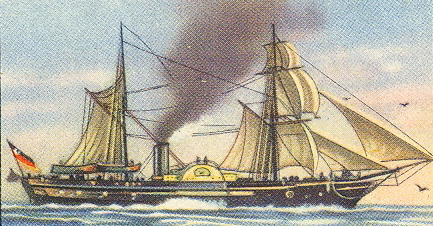
SMS Barbarossa en 1849.

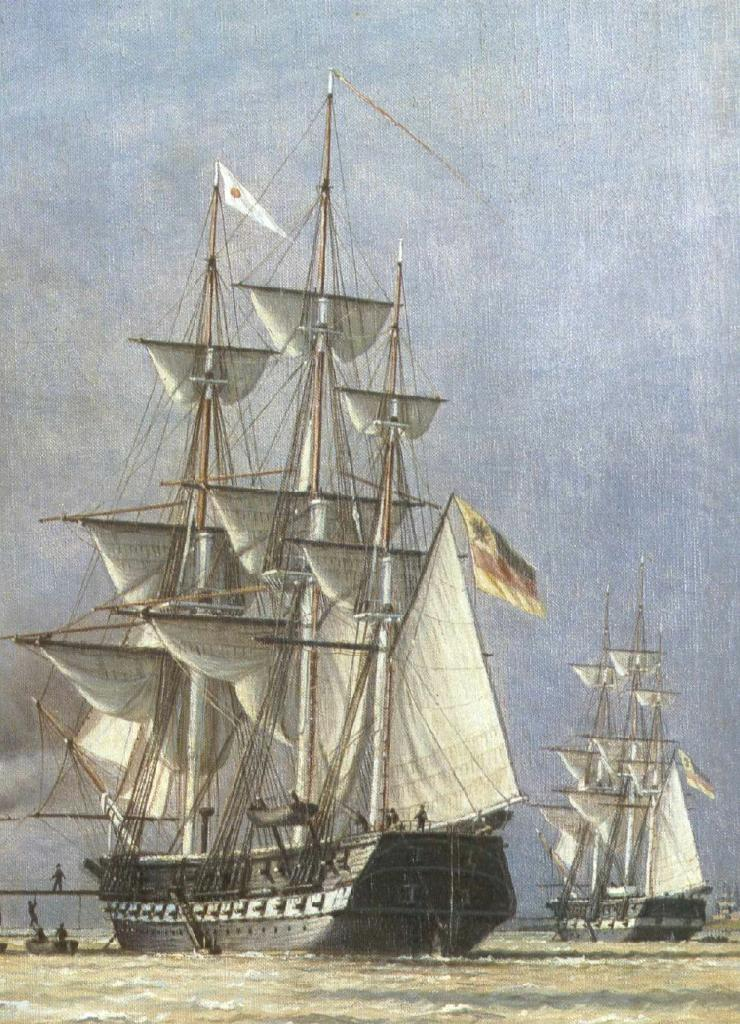
SMS Eckernförde (izquierda) & SMS Deutschland (derecha) en 1849.

En la Batalla de Heligoland del 4 de junio de 1849, la flota a las órdenes de Brommy vio su única batalla en el mar, que también permanece como el primero y único combate naval bajo la bandera alemana negra-roja-oro. La batalla, que involucró cinco navíos en total, fue de resultado inconcluso, sin pérdidas en ambos lados, aunque después de esta el bloqueo danés fue restaurado.
Hasta 1852, la flota tuvo
- Dos fragatas de vela:
  - SMS Deutschland
  - SMS Eckernförde (el capturado navío danés SMS Gefion)
- Tres fragatas de vapor:
  - SMS Barbarossa (anteriormente RMS Britannia)
  - SMS Erzherzog Johann
  - SMS Hansa
- Una corveta de vela:
  - Franklin (donado por Hamburgo, no aceptado)
- Seis corvetas de vapor:
  - SMS Der Königliche Ernst August
  - SMS Großherzog von Oldenburg
  - SMS Frankfurt (1848)
  - SMS Bremen
  - SMS Hamburg
  - SMS Lübeck
- 27 torpederos

Los navíos pasaron a ser propiedad de la refundada Confederación Germánica, vía la Bundeszentralkommission de 1849-1851 que retomó las tareas del anterior Poder Central del Regente Imperial. Se planteó la cuestión de si la flota era una 'institución orgánica' de la Confederación o simplemente una propiedad. La mayoría del Bundestag argumentó que era solo una propiedad de tal modo que una decisión sobre ella no requería unanimidad.
El 2 de abril de 1852, la Reichsflotte fue disuelta. Mientras que la mayoría de navíos fueron vendidos como liquidación, dos de las fragatas de vapor fueron dadas a la Marina prusiana, que más tarde evolucionó en la Marina de la Confederación Alemana del Norte (1867-1871) y después en la Armada Imperial Alemana (Kaiserliche Marine, 1872-1918).

## Nombres
Se utilizan varios nombres para esta Marina. La resolución de 14 de junio de 1848 simplemente la denomina como "Deutsche Marine", mientras que el ministro de la marina Arnold Duckwitz en 1849 la registró como "Deutsche Kriegsmarine" y cuando Karl Rudolf Brommy fue promovido como su primer Almirante, el nombre utilizado fue "Reichsmarine", que era el término utilizado dentro la marina, también. Para evitar confusiones con posteriores encarnaciones, los historiadores la fijaron como Reichsflotte.
El término Bundesflotte (Flota Federal) también es utilizado, pero es engañoso, ya que esta no fue operada por la Confederación Germánica en sus primeros años. La Bundesflotte también era el nombre de un proyecto naval austro-prusiano de 1865. La moderna marina alemana a partir de 1956 fue llamada Bundesmarine, aunque ahora utiliza el nombre de Deutsche Marine.